# Каменный Брод (Коростышевский район)
Каменны́й Брод (укр. Кам'яни́й Брід) — село на Украине, основано в 1606 году, находится в Коростышевском районе Житомирской области.
Население по переписи 2001 года составляет 799 человек. Почтовый индекс — 12511. Телефонный код — 4130. Занимает площадь 3,2 км².

## Адрес местного совета
12511, Житомирская область, Коростышевский р-н, с. Каменный Брод